# Tillandsia durangensis
Tillandsia durangensis är en gräsväxtart som beskrevs av Werner Rauh och Renate Ehlers. Tillandsia durangensis ingår i släktet Tillandsia och familjen Bromeliaceae. Inga underarter finns listade i Catalogue of Life.